# Colom d'enreixat
El colom d'enreixat o xorrera és una raça de colom pròpia de Catalunya i del País Valencià.

## Història
El seu origen podria trobar-se en l'encreuament del colom autòcton (colom corbata) el figureta, el caputxí (de qui hauria heretat el collar), i l'arrissat (de qui hauria heretat el frisat), tots ells molt estesos al territori en els segles xvii i xix. a les regions mediterrànies de llengua catalana –Catalunya, Balears i València-. Es troben les primeres referències d'aquesta raça al s.XVIII amb el nom de "xorreres", i al s.XIX, amb el de "valencianes". És un colom situat dins del ventall dels coloms criats per raons estètiques, en el grup dels coloms d'estructura.

## Característiques
- El colom d'enreixat és un colom petit (elipomètric) i té un pes d'entre 250 i 230 grams.
- Camina dret com si anés de puntetes.
- Guarniments i remolins de plomes característics:
  - al davant: el collar, la pitrera i els pantalons.
  - al darrere: la crinera del coll i les xarreteres a l'esquena.
- Cap petit quadrat de vores arrodonides.
- Front un poc prominent.
- Bec curt i fi.
- Carúncula nasal en forma de cor menut i fi.
- Té un posat altiu, vertical, elegant, graciós i de formes arrodonides, un caminar lleuger i orgullós tot mostrant el tret característic més singular d'aquesta raça, el seu plomatge que li dona un aspecte més rabassut del que realment és.
- Les plomes han de fer in gir sempre simètric, mai carregats cap a un costat, a més el seu plomatge ha de ser fi i sedós.
- No té aptitud pel vol, és una raça purament estètica, tot i que sí que és un bon criador.
- Té un caràcter tranquil, familiar i és dòcil.
- S'accepten totes les combinacions de color en el seu plomatge, sempre que estiguin ben distribuïts i siguin uniformes (les úniques plomes que no s'accepten són les blanques situades a la cua o a les ales).

## Utilitat de la raça
És una raça criada per raons estètiques, que no té cap més aptitud, però és d'una gran bellesa i singularitat. Tot i això, és una raça amb poca participació en els concursos, ja que com ve explicat a continuació, no gaudeix d'una població gaire significativa.

## Situació de la raça
És una raça que necessita una recuperació de la seva població, ja que hi ha molt pocs criadors que la criïn en un nivell suficient per als concursos, tot i la seva bellesa i espectacularitat.
Tot i la seva bellesa la seva poca aptitud pel vol sembla que és el factor que l'ha abocat a la situació en què es troba en l'actualitat. Té nuclis de població a Catalunya i en alguns punts d'Europa occidental.
La seva situació és força preocupant i necessita un pla de recuperació.
Si es té molta sort es pot veure en masies de la Catalunya nova i en alguns concursos.